# Die Kochprofis
Die Kochprofis (vollständiger Name: Die Kochprofis – Einsatz am Herd) ist eine deutschsprachige Doku-Soap des Fernsehsenders RTL II. Darin unterstützten jeweils zwei bis drei Profiköche Restaurants, die  wirtschaftliche Probleme hatten, indem sie versuchten, neue Perspektiven aufzuzeigen. Von 2005 bis 2019 wurden insgesamt 365 Folgen produziert. Ergänzend wurden sieben Specials (2014–2017) sowie drei Sendungen mit dem Titel Einsatz Undercover (2017–2019), vier Sendungen mit dem Titel Einsatz für die Liebe (2017) und eine Sendung Einsatz weltweit (2019) produziert. Ab dem 16. September 2024 sendet RTL II neu produzierte Folgen und mit neuem Konzept des Formats unter dem Titel Die Kochprofis – Comeback am Herd mit Frank Oehler und Andreas Schweiger.

## Aufbau einer Sendung
Zu Beginn jeder Sendung wurde das Restaurant in einem Video vorgestellt. Die Kochprofis wurden bei Betrachtung und Diskussion des Videos während der Fahrt in ihrem auffällig beklebten Kleinbus gezeigt. Schlusseinstellung dieses Teils des Handlungsbogens war das Eintreffen der Köche vor Ort. Danach fand eine Analyse der Speisekarte samt Probeessen durch die Köche statt. Die Gerichte wurden handwerklich und geschmacklich beurteilt. Danach begaben sich die Kochprofis in die Küche und konfrontierten die Küchencrew und/oder den Gastronomen mit ihrer Einschätzung.
Danach beschäftigten sich die Kochprofis mit dem bisherigen Küchenablauf- und -zustand und versuchten, neue Strukturen, Abläufe, Gerichte etc. mit dem Küchenteam einzuüben.
Am Ende jeder Sendung fand ein besonderes Essen als „Neuanfang“ statt.

## Besetzung
Besetzung 2005 bis 2009
- Ralf Zacherl (Folge 1–92)
- Martin Baudrexel (Folge 1–93)
- Mario Kotaska (Folge 1–93)
- Stefan Marquard (Folge 5–92)
- Mirko Reeh (Folge 82)
- Mike Süsser (Folge 87)

Besetzung Die Kochprofis/The Next Generation ab 2009
- Frank Oehler (Folge 94–365)
- Mike Süsser (Folge 94–242, 360)
- Oliver Mik (Folge 95–103)
- Andreas Schweiger (Folge 94–365)
- Ole Plogstedt (Folge 130–350)
- Nils Egtermeyer (Folge 253–365)

Ergänzende Gastköche (ab 2017)
- Meta Hiltebrand (Folge 350)
- Max Pfeiffenberger (Folge 351)
- Alex Kunert (Folge 352)
- Christian Henze (Folge 353 und 354)
- Sarah Wiener (Folge 359)

Besetzung Die Kochprofis/Comeback am Herd ab 2024
- Frank Oehler
- Andreas Schweiger